# Tchatkalophantes hyperauritus
Tchatkalophantes hyperauritus är en spindelart som först beskrevs av Imre Loksa 1965.  Tchatkalophantes hyperauritus ingår i släktet Tchatkalophantes och familjen täckvävarspindlar.
Artens utbredningsområde är Mongoliet. Inga underarter finns listade i Catalogue of Life.